# Муцано
Муца̀но (на италиански: Muzzano; на пиемонтски: Muscian, Мушан) е село и община в Северна Италия, провинция Биела, регион Пиемонт. Разположено е на 565 m надморска височина. Населението на общината е 613 души (към 2010 г.).